# Преференційний утилітаризм
Преференційний утилітаризм, або утилітаризм інтересів чи економічний утилітаризм — сучасний варіант утилітаризму, який був розроблений насамперед австралійським філософом Пітером Сінгером.
Якщо гедоністичний утилітаризм вимірює моральну цінність вчинку тим, наскільки він загалом мінімізує страждання або максимізує щастя, то преференційний утилітаризм бере за мірило оцінки вчинку та його наслідків те, наскільки були дотримані інтереси всіх залучених осіб.
Поняття преференції визначає загальні, раціональні та емоційні інтереси істоти (як-от основний раціональний інтерес до життя, який мають всі індивіди) та не обмежується інтересами, які є поточними або залежними від контексту в момент вчинення дії.
Отже, якщо результат дії відповідає інтересам особи, ця дія вважається морально правильною. В іншому випадку тому, хто вчиняє дію, необхідно компенсувати невідповідність, здійснивши ще один вчинок, який відповідатиме його інтересам.
Нехтування інтересами людини є, як правило, більш серйозним, ніж у випадку з іншими істотами (особливо щодо вбивства, яке у випадку з людьми не може бути компенсоване), оскільки люди сприймають себе як сутності, відмінні від навколишнього середовища, і їхні інтереси є більш довгостроковими та набагато складнішими ніж, наприклад, у тварин.
Вбивство людини [...] зазвичай порушує безліч найбільш центральних та значущих інтересів істоти. Дуже часто це зводить нанівець все, що жертва намагалася зробити впродовж останніх днів, місяців чи навіть років.
Поняття особа охоплює в цьому випадку всіх самосвідомих осіб, незалежно від виду. Сінгер має на увазі, наприклад, дорослих людей і людиноподібних мавп за умови відсутності психічних розладів.